# Ramon Par i Tusquets
Ramon Par i Tusquets (Barcelona, 2 d'abril de 1885 - ibídem, 2 de juliol de 1967) va ser un industrial català.

## Biografia
Ramon Par va néixer al carrer de la Canuda de Barcelona, fill de l'advocat Ildefons Par i Pérez i de Dolors Tusquets i Maignon, ambdós de Barcelona, i nebot del pintor Ramon Tusquets i Maignon. Era germà de l'erudit Alfons Par i Tusquets. Es casà amb Josefina Heras i Sicars (1892-1971). El jesuïta historiador Enric Heras i Sicars, conegut també com a Henry Heras, fou doncs el seu cunyat.
Durant el franquisme fou tinent d'alcalde de l'àrea d'hisenda de l'ajuntament de Barcelona i president del Metro Transversal. Des d'aquest càrrec va impulsar la reforma dels aranzels de duanes i va adquirir un reactor experimental d'energia nuclear a l'edifici de l'Escola Tècnica Superior d'Enginyers Industrials de Barcelona. També tou president de la Cambra Oficial d'Indústria de Barcelona de 1954 a 1964. En deixar el càrrec fou nomenat president honorari de la Cambra. Posteriorment va presidir el comitè executiu de la Fira de Mostres de Barcelona. Li fou concedida la Gran Creu de l'Orde del Mèrit Civil.